# Sadad, Syria
Sadad (tiếng Ả Rập: صدد/ ALA-LC: Ṣadad; tiếng Syriac: ܣܕܕ) là một thị trấn ở Syria, 60 km (37 mi) về phía nam của Homs và 101 km (63 mi) phía đông bắc Damascus. Nó có hơn 3.500 cư dân trong cuộc điều tra dân số năm 2004, phần lớn thuộc về Giáo hội Chính thống Syriac.

## Lịch sử

### Lịch sử ban đầu
Sadad là một ngôi làng cổ; nó được coi là "Zedad" (tiếng Hebrew: צְדָד/ Tenedad; dịch là " Sedada " trong Vulgate) được đề cập trong Cựu Ước (Sách số, 34:8; Sách Ezekiel, 47:15), trên ranh giới phía đông bắc của vùng đất Kinh thánh Canaan, vùng đất hứa Dân Y-sơ-ra-ên.
Bị cô lập ở rìa sa mạc, cộng đồng vẫn chủ yếu là Chính thống giáo Syriac, kể cả sau cuộc chinh phục Hồi giáo ở Syria vào giữa thế kỷ thứ 7. Aramaic vẫn được nói trong làng. Sadad đã từng là một giám mục quan trọng trong quá khứ. Có một mối liên hệ chặt chẽ giữa Sadad và Tu viện Saint Moses the Abyssinian; Theo Istifan al-Duwayhi, một số tu sĩ của tu viện đó đến từ Sadad.

### Kỷ nguyên hiện đại
Trong một báo cáo năm 1881, một tùy viên quân sự Pháp đã mô tả tình trạng bất an của Sadad, người dân dường như phải chịu đựng các cuộc tấn công từ người Bedouin. Bất chấp thuế mà cư dân của nó thường xuyên trả cho các bộ lạc cắm trại trong khu vực, Sadad vẫn có nguy cơ bị đột kích liên tục. Do đó, người dân đã tạo ra các chướng ngại vật quanh làng và các khu vườn xung quanh, do đó ngăn không cho bất kỳ ai trên lưng ngựa đi vào mà không tháo gỡ, điều mà một Bedouin bị cô lập hiếm khi làm trong lãnh thổ của kẻ thù.
Nhà nhân chủng học Sulayman Jabbur, viết vào những năm 1980, lưu ý rằng hầu hết cư dân làm việc của Sadad kiếm thu nhập trong ngành dệt, chủ yếu dệt abayas (áo choàng) và thảm len cho bộ lạc Bedouin của vùng lân cận. Người Bedouin thường mua quần áo của họ từ các ngôi làng dọc theo rìa sa mạc, như Sadad, và người dân sau này đã bán sản phẩm của họ trực tiếp cho Bedouin hoặc gián tiếp thông qua các thương nhân địa phương. Theo Jabbur, nghề dệt abayas là một truyền thống cổ xưa được truyền lại bởi các thế hệ cho cư dân của Sadad. Sadad là thị trấn quan trọng nhất đối với Bedouin của khu vực, nơi họ đến để mua quần áo, thiết bị lều, yên ngựa, hạt cà phê, trà và các vật tư khác.
Trong cuộc Nội chiến Syria, vào ngày 21 tháng 10 năm 2013, thị trấn đã bị phiến quân Hồi giáo tràn ngập được cho là thuộc Mặt trận al-Nusra, người đã đặt loa ở quảng trường chính, kêu gọi cư dân trở về nhà của họ. Ít nhất chín người đã được báo cáo thiệt mạng, vì lực lượng Quân đội Syria đã được gửi vào ngày 22 tháng 10 để thử và chiếm lại thị trấn, gây ra sự kháng cự quyết liệt từ các chiến binh. Người dân địa phương không chắc chắn về lý do đằng sau vụ tấn công, mặc dù nguồn cung cấp y tế trong bệnh viện của thị trấn là một khả năng, cũng như sự hiện diện của một kho quân sự gần đó. Đến ngày 28 tháng 10, Quân đội Ả Rập Syria đã giành lại quyền kiểm soát Sadad. Đến thăm các nhà lãnh đạo nhà thờ và dân làng trở về đã tìm thấy hai ngôi mộ dân thường, bao gồm cả phụ nữ và trẻ em, chứa 30 thi thể. Họ bị nghi ngờ bị tàn sát bởi phiến quân Mặt trận al-Nusra. Bốn mươi lăm Kitô hữu đã bị giết trong cuộc chiếm đóng của phiến quân, và một số nhà thờ cũng bị cướp phá.

## Nhân khẩu học
Phần lớn cư dân là Kitô hữu thuộc Giáo hội Chính thống Syriac. Theo tộc trưởng Chính thống Syriac, Mor Ignatius Aphrem Karim II, Sadad có dân số 15.000 vào mùa hè năm 2015, nhưng sau sự tiến bộ của lực lượng ISIL trong khu vực vào mùa thu, vẫn còn khoảng 2.000 cư dân.

## Điểm tham quan chính
Ngôi làng nổi tiếng với một số nhà thờ, đặc biệt là nhà thờ Mar Sarkis và nhà thờ Saint Theodore, cả hai đều có những bức bích họa cổ xưa, phức tạp; Thật là bất thường khi tìm thấy những bức tranh trên tường của các nhà thờ Syria.

## Cư dân đáng chú ý
- Barsum Hilal của Sadad, linh mục và nhà thư pháp trong thế kỷ 16.[13]